# Vanity Fair (1922)
Vanity Fair é um filme de drama mudo produzido no Reino Unido e lançado em 1922.